# Sahn

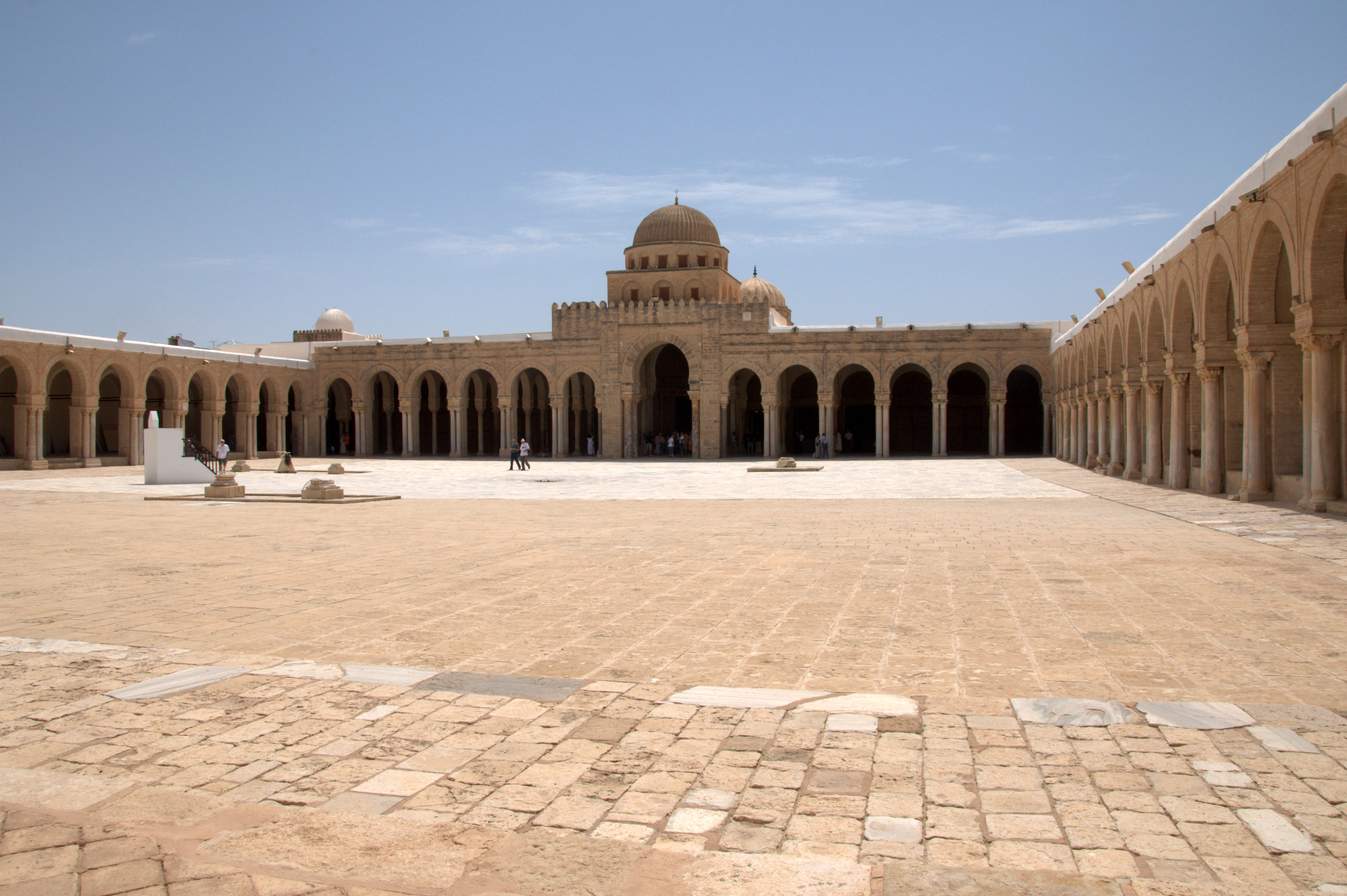
Innenhof der Hauptmoschee von Kairouan, Tunesien

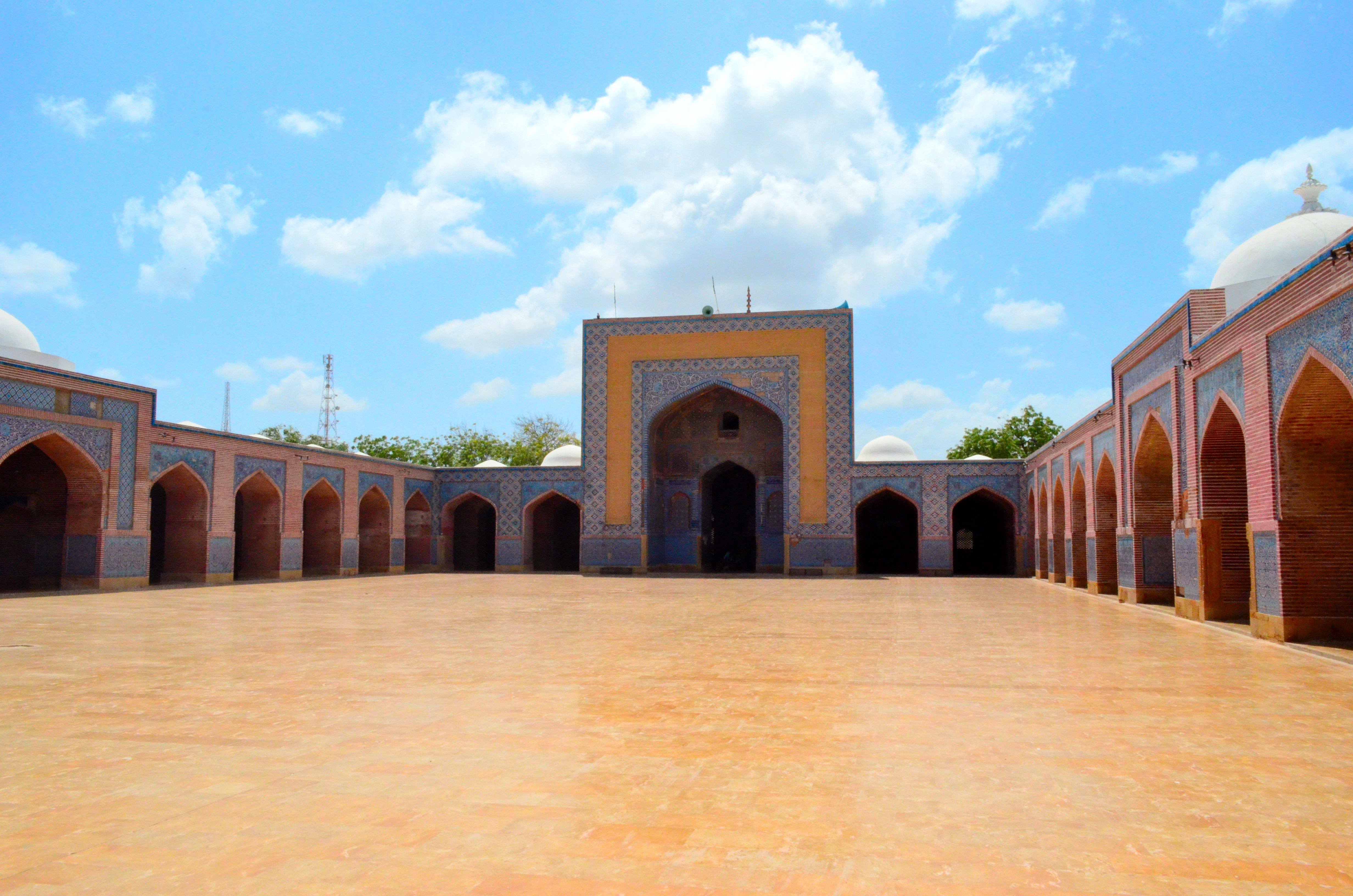
Hof und Fassade des Gebetsraums der Shah-Jahan-Moschee in Thatta, Pakistan

Sahn (arabisch صحن, DMG ṣaḥn) bezeichnet in der islamischen Architektur einen ummauerten Innenhof. Gemäß dem traditionellen islamischen Architekturstil besitzt fast jede Hofmoschee einen sahn, der von allen Seiten von Arkaden (riwaqs) umgeben ist. In der persischen Architektur befindet sich innerhalb des sahn oft ein symmetrisches Wasserbecken (houz), an dem rituelle Waschungen (wudū') vollzogen werden. Einige andere sahns verfügen auch über Trinkbrunnen.

## Geschichte
Ein seitlich und nach oben offener Gebetsplatz war in der in hohem Maße nomadisch geprägten Frühzeit des Islam der Urtyp einer Moschee; nur bei Unbillen des Wetters wich man, wenn möglich, in ein Gebäude aus. Dies änderte sich mit den ersten städtischen Moscheen (Umayyaden-Moschee von Damaskus in Syrien oder Mezquita von Córdoba) in Spanien. Von da an bildeten der flächenmäßig meist riesige Moscheehof und das vergleichsweise eher kleine umschließende Moscheegebäude eine beinahe untrennbare Einheit.
Der sahn einer Moschee ist nicht religiös vorgeschrieben, daher besitzen viele neue Moscheen – hauptsächlich in regenreichen Regionen – keinen derartigen Hofbereich mehr. Ältere Moscheen ohne ummauerten Hofbereich gibt es auch; sie sind jedoch eher selten (z. B. die Khirki-Moschee in Delhi, Indien) oder die „Sechzig-Kuppel-Moschee“ bei Bagerhat (Bangladesch).